# Stamnodes progressiva
Stamnodes progressiva là một loài bướm đêm trong họ Geometridae.